# 아일로 (기업)
아일로(영어: Aylo), 예전명 마인드기크(영어: MindGeek)는 캐나다의 포르노그래피 기업이다. 룩셈부르크에 합법적으로 등록되어 있지만 주로 캐나다에서 운영되고 있다. 몬트리올에 본사가 있으며, 더블린, 런던, 함부르크, 부쿠레슈티, 니코시아, 로스앤젤레스, 마이애미, 샌디에이고에 사무소가 있다.
마인드기크는 폰허브, 레드튜브, 유폰과 같은 인기 있는 수많은 포르노 웹사이트를 운영하고 있으며, 브래저스, 디지털 플레이그라운드, Men.com, WhyNotBi.com, 리얼리티 킹스, Sean Cody와 같은 포르노 제작사도 운영하고 있다.